# Valentin Tincler
Valentin Tincler (Montignies-sur-Sambre, 28 februari 1898 - Mauthausen (concentratiekamp), 7 augustus 1942) was een Belgisch senator.

## Levensloop
Tincler groeide op in een arbeidersgezin. Tot zijn dertiende volgde hij lager onderwijs en daarna ging hij als leerling-vormdraaier aan de slag in een gieterij in Farciennes.  Van 1917 tot 1924 werkte hij als chauffeur van stoomgenerators in de metaalfabriek van Couillet, een periode die werd onderbroken door zijn militaire dienst bij het tweede regiment jagers te paard in Duitsland, die hij vervulde van eind 1920 tot januari 1922. Van 1924 tot 1930 was Tincler werkzaam in Belgisch Congo, achtereenvolgens bij Union Minière in Katanga en de Sucrerie Congolaise in Centraal-Kongo, als arbeider gespecialiseerd in stoomgeneratoren. In 1930 vestigde hij zich opnieuw in België.
Hij raakte in de ban van het communisme en sloot zich in januari 1932 aan bij de partijafdeling van de Kommunistische Partij van België in Couillet. Hij nam dat jaar deel aan stakingen in Charleroi en Marchienne-au-Pont. Tincler voerde intens rekruteringswerk voor de PCB in Couillet, Marchienne-au-Pont en Mont-sur-Marchienne en trad toe tot het federaal comité van de partij in het arrondissement Charleroi. In 1932 werd hij uit de socialistische vakbond gestoten, waarna hij actief werd binnen de communistische vakbond Centrale révolutionnaire des mineurs. Van 1932 tot 1939 was Tincler tevens provincieraadslid van Henegouwen. In 1934 werd hij federaal penningsmeester van de PCB en in die hoedanigheid was hij in 1935 betrokken bij de hervorming van de Kommunistische Partij. 
Tincler zette zich erg in voor de bijstand van Republikeinen in de Spaanse Burgeroorlog en de opvang van Spaanse kinderen die in België terechtkwamen. Ook rekruteerde hij vrijwilligers om mee te vechten in de burgeroorlog, wat bij wet verboden was door de liberale justitieminister François Bovesse. In november 1937 werd hij door drie opgepakte gerekruteerde vrijwilligers aangeduid als hun belangrijkste contactpersoon, waarna hij werd opgesloten in de gevangenis. Dezelfde maand nog verscheen hij voor de correctionele rechtbank in Charleroi, waar hij wegens tegenstrijdigheden in de verklaringen van de drie vrijwilligers werd vrijgesproken. Na deze kwestie rees de ster van Tincler binnen de communistische partij verder en in 1939 werd hij verkozen in het Centraal Comité van de partij.
In 1938 werd Tincler voor de PCB verkozen tot gemeenteraadslid van Couillet en in april 1939 werd hij verkozen tot rechtstreeks gekozen senator voor het arrondissement Charleroi-Thuin. In de Senaat nam hij vooral het Belgisch koloniaal beleid in Congo op de korrel en kaartte hij de brutale uitbuiting van de Congolese bevolking aan. Na het afsluiten van het Molotov-Ribbentroppact tussen de Sovjet-Unie en Nazi-Duitsland werden de Belgische communisten  het doelwit van repressie door de Belgische autoriteiten, als onderdeel hiervan werden in februari 1940 huiszoekingen uitgevoerd bij Tincler. Na de Duitse inval in mei 1940 was het de bedoeling dat Tincler samen met andere communistische leiders zou worden gearresteerd, maar over deze arrestaties werd voorbarig bericht op de radio, zodat Tincler zich tijdig uit de voeten kon maken. Hij vluchtte de Franse grens over, maar keerde na tien dagen alweer terug naar zijn adres in Couillet.
Na de Belgische capitulatie en de bezetting van het land door de Duitsers was Tincler betrokken bij de reorganisatie van de communistische federatie van de Centre, maar hij werd algauw toegewezen aan de partijafdeling in Charleroi, waar hij deelnam aan het opzetten van clandestiene structuren om verzetsacties voor te bereiden en die hij samen met Henri Glineur en Désiré Desellier leidde. Ook werd hij actief in het federaal partijsecretariaat en werkte hij vanaf oktober 1940 mee aan de clandestiene krant L'Étincelle, dat werd uitgegeven door de communistische federatie van Charleroi.
Na de Duitse inval in de Sovjet-Unie wist Tincler te ontsnappen aan Operatie Sonnenwende, de arrestatiegolf van Belgische communistische leiders, en trad hij in de clandestiniteit. Hij werd actief in het verzet en werd belast met het samenstellen van de eerste groepen van Gewapende partizanen in de streek van Charleroi. Hij werd echter verklikt en op 28 oktober 1941 gearresteerd, waarna hij in de gevangenis van Charleroi belandde. In januari 1942 werd hij overgebracht naar de gevangenis van Bergen en in mei 1942 belandde hij in het Front van Breendonk. Van daaruit werd hij op 11 mei 1942 naar het concentratiekamp van Mauthausen gedeporteerd, waar hij in het bijkamp van Gusen belandde. Daar bezweek Tincler in augustus 1942 aan zijn ontberingen.
In 1944 werd hij niet vervangen in de senaat, omdat er geen opvolger meer beschikbaar was en het dus wachten was tot de wetgevende verkiezingen van eind 1946 om de zetel opnieuw toe te kennen.